# Janne Desmet
Janne Desmet (Zwevegem, 27 december 1980) is een Vlaamse actrice, voornamelijk actief in het theater en in stand-upcomedy.
Desmet studeerde in 2005 af als Meester in de dramatische kunst optie Woordkunst aan het Lemmensinstituut te Leuven. Ze studeerde ook aan de Toneelacademie Maastricht waar ze in 2008 afstudeerde.
Desmet speelde als actrice bij meerdere theatergezelschappen waaronder Braakland/ZheBilding, HETPALEIS, 't Arsenaal, Bronks en het Nieuwstedelijk Leuven. 
Ze speelde meer dan honderd voorstellingen van haar solovoorstelling "Hier waak ik" waarmee ze tijdens de zomer van 2014 debuteerde tijdens Theater Aan Zee en drie seizoenen later nog voorstellingen in meerdere culturele centra en theaterzalen speelde.
In 2011 was Desmet ook in De Kazakkendraaiers als een van de panelleden.
In oktober 2017 werd Janne Desmet door de Acteursgilde uitgeroepen tot Meest Gewaardeerde Actrice in een theaterproductie, voor haar rol in Chasse Patate (Studio Orka).
In 2019 won Desmet de Ensor van 'Beste actrice in een televisieserie' voor haar rol als Christine De Wolf in Studio Tarara.

## Rollen

### Theater
- 2004-2008: Immaculata (Braakland/ZheBilding), als acteur met Sara Vertongen, Kristof Van Perre, Joeri Cnapelinckx, Ephraïm Cielen, Youri Van Uffelen en Tim David in een regie van Stijn Devillé en Adriaan Van Aken
- 2008: Coup 2008, samen met Kim Hertogs, Steven Jolly, Steven Meulemans, Els Roobroeck en Daniel Sikora in regie van Nico Sturm
- 2009: Ramskapelle (Jong Talent - Theater Aan Zee 2009)
- 2009-2014: Hitler is dood (van Stijn Devillé, door Braakland/ZheBilding en 't Arsenaal), met Sara Vertongen, Pieter Genard, Maarten Ketels, Warre Borgmans, Kris Cuppens, Dirk Buyse, Jos Geens en Rik Van Uffelen/Tom Van Bauwel in een regie van Stijn Devillé
- 2010: Gevoelige Mensen (van Adriaan Van Aken, Braakland/ZheBilding), als actrice in de video-sectie
- 2013: Kaspar (van Stijn Devillé & Adriaan Van Aken, Braakland/ZheBilding), met Sara Vertongen, Kris Cuppens, Dirk Buyse
- 2014-2016: Hier waak ik (Villanella), solo
- 2015: Vadermoord
- 2015-2016: Konijn met pruimen
- 2016-2017: Chasse Patate (Studio Orka)
- 2019-2022: Craquelé (Studio Orka)
- 2021: Hitler is dead, I repeat, Adolf Hitler is dead (van Stijn Devillé, door Het Nieuwstedelijk) met Sara Vertongen, Pieter Genard, Maarten Ketels, Warre Borgmans, Kris Cuppens, Dirk Buyse, Jos Geens en Tom Van Bauwel

### Televisieseries
- 2008-2009: LouisLouise, als huishoudster Iris
- 2012: Quiz Me Quick, als echtgenote van Jurgen
- 2013: Ontspoord, als Anna Jaspers
- 2014: In Vlaamse velden, als burgervrouw
- 2014: Aspe, als Wendy Tops
- 2014: Amateurs, als Gertrude Boeckebeeke
- 2014: Vriendinnen, als Vivi
- 2015: Vossenstreken, als Renée Vollebrecht
- 2015: Amigo's, als Lynn, de ex-vrouw van Mathieu
- 2016: Professor T., als verpleegster
- 2019: Studio Tarara, als Christine De Wolf, producer van Studio Tarara
- 2019: De twaalf, als Mireille
- 2019: Wat als? (eindejaarsspecial), als diverse personages
- 2020: Albatros, als Sybille
- 2020-heden: De Ideale Wereld, als sidekick en actrice in verschillende rollen.
- 2021: Beau Séjour, als Mira
- 2021: Déjà Vu, als Cato
- 2021: F*** you Very, Very Much, als poetsvrouw An(nabelle)
- 2022: Doe Zo Voort, als mama van Alina
- 2022: Chantal, als Siska Louage
- 2023: Rough Diamonds, als Rivki Wolfson
- 2023: Exen, als Clara Smeets
- 2023: De club, als Kirstie Van Der Plaetsen
- 2024: Hawa & Adam, als Marleen Pius
- 2025: Dood Spoor, als zus van Cleo
- 2025: Assisen, als Sarah Laenens

### Films
- 2017: Zagros - ambtenaar
- 2019: De Patrick - Josée
- 2019: All of Us - Marleen
- 2020: De Familie Claus - Assa
- 2021: De Familie Claus 2 - Assa
- 2023: Skunk - Vrouw sociale dienst
- 2023: J'aime la vie - Mira
- 2024: Holy Rosita - Nadja